# Cazals (Lot)
Cazals település Franciaországban, Lot megyében. Lakosainak száma 651 fő (2022. január 1.). Cazals Gindou, Marminiac, Montcléra és Salviac községekkel határos.

## Népesség
A település népességének változása:
| Lakosok száma | 449  | 472  | 538  | 640  | 611  | 643  | 625  | 637  | 643  | 651  |
|               | 1968 | 1982 | 1990 | 2006 | 2011 | 2016 | 2017 | 2019 | 2020 | 2022 |